# جیمی مارتون
جیمی مارتون (انگلیسی: Jimmy Marton؛ زادهٔ ۲۶ اوت ۱۹۹۵) بازیکن فوتبال اهل آلمان است.
از باشگاه‌هایی که در آن بازی کرده‌است می‌توان به باشگاه فوتبال کارلسروهه اشاره کرد.
وی همچنین در تیم‌های ملی فوتبال Germany national under-16 football team و جوانان آلمان بازی کرده‌است.